# Абруцци
Абру́цци (італ. Abbruzzi від лат. abruptus — урвистий) — найбільш підвищена і широка частина Апеннін, яка складається з окремих масивів висотою 2200–2914 м. Висота міжгірних долин 500–1 000 м. Масиви складені з вапняків, схили круті, порослі чагарником. Через Абруцци проходить залізниця, що з'єднує Рим з узбережжям Адріатичного моря. 
Найвища гора Абруцци — пік Корно-Гранде, висотою 2 914 м.